# Alapalooza
Alapalooza - album Weird Al Yankovic wydany w 1993 roku.

## Spis utworów
1. "Jurassic Park"
2. "Young, Dumb & Ugly"
3. "Bedrock Anthem"
4. "Frank's 2000" TV"
5. "Achy Breaky Song"
6. "Traffic Jam"
7. "Talk Soup"
8. "Livin' in the Fridge"
9. "She Never Told Me She Was a Mime"
10. "Harvey the Wonder Hamster"
11. "Waffle King"
12. "Bohemian Polka"
13. "Jurashiku Paaku"